# Trung Sơn, Sầm Sơn
Trung Sơn là phường thuộc thành phố Sầm Sơn, tỉnh Thanh Hóa, Việt Nam.

## Địa giới hành chính
- Phía đông giáp vịnh Bắc Bộ
- Phía nam giáp phường Bắc Sơn
- Phía tây giáp phường Quảng Châu
- Phía bắc giáp các phường Quảng Tiến, Quảng Cư.

## Lịch sử hành chính
Vùng đất thuộc phường Trung Sơn ngày nay, vào đầu thế kỉ 19 thuộc tổng Giặc Thượng, huyện Quảng Xương, phủ Tĩnh Gia, nội trấn Thanh Hóa. Năm Minh Mạng thứ 2 (1821), tổng Giặc Thượng đổi thành tổng Kính Thượng, sau đổi thành tổng Cung Thượng, huyện Quảng Xương, phủ Tĩnh Gia, tỉnh Thanh Hóa.
Đến trước Cách mạng tháng Tám (1945), là một phần đất của các làng: làng Giữa (thôn Lương Trung), xã Lương Niệm và làng Triều (thôn Triều Dương Nội), xã Triều Thanh Lộc, thuộc tổng Cung Thượng. Từ tháng 6 năm 1946 đến tháng 11 năm 1947 là một phần đất của làng Giữa, xã Sầm Sơn và làng Triều, xã Bắc Sơn, huyện Quảng Xương.
Từ tháng 11 năm 1947, các xã Sầm Sơn và Bắc Sơn sáp nhập thành xã Quảng Tiến, huyện Quảng Xương. Tháng 6 năm 1954, xã Quảng Tiến được chia thành các xã Quảng Tiến (mới), Quảng Sơn, Quảng Tường và Quảng Cư.
Năm 1981, xã Quảng Tường được chuyển từ huyện Quảng Xương về thị xã Sầm Sơn mới thành lập
Năm 1995, phường Trung Sơn được thành lập trên cơ sở toàn bộ diện tích và dân số của xã Quảng Tường, gồm các thôn: Thân Thiện, Lương Thiện, Hoàn Kính, Dũng Liên, Nam Hải, Bắc Kỳ, Trung Kỳ, Xuân Phú, Vĩnh Thành, Quang Giáp và Khánh Tiến.

## Thông tin văn hóa-xã hội
- Đền Triều Dương thờ bà Triều, tổ sư của nghề dệt săm súc, dệt vải[10], cùng với lễ hội Bà Triều, cầu mưa thuận gió hoà, ngư dân ra khơi vào lộng bình yên[2].
- Đền Đề Lĩnh, thờ tướng Đường Công Quang Lộc, là di tích lịch sử, văn hóa cấp quốc gia[10].
- Giáo xứ Sầm Sơn, là trung tâm Công giáo của thành phố Sầm Sơn[2].
- Phường Trung Sơn đã được phong tặng danh hiệu Anh hùng Lực lượng vũ trang nhân dân [2].